# Cantó de Candé
El cantó de Candé és una antiga divisió administrativa francesa del departament de Maine i Loira, situat al districte de Segré. Té sis municipis i el cap es Candé. Va desaparèixer el 2015.

## Municipis
- Angrie
- Candé
- Challain-la-Potherie
- Chazé-sur-Argos
- Freigné
- Loiré

## Història
| Data d'elecció                           | Identitat         | Partit              | Qualitat |
| ---------------------------------------- | ----------------- | ------------------- | -------- |
| 1945-1961                                | Jean de Fontanges | Divers droite       |          |
| 1961-1967                                | Albert Auvray     | UNR, després UDR    |          |
| 1967-1985                                | Henri de Kerautem | RI, després UDF-PR  |          |
| 1985-1998                                | René Lefrancq     | RPR                 |          |
| 1998-2015                                | Gérard Delaunay   | UDF-DL, després UMP |          |
| les dades anteriors no són pas conegudes |                   |                     |          |
|                                          |                   |                     |          |

## Demografia
| A partir de 1990: Població sense dobles comptes |